# La Marche (Nièvre)
La Marche település Franciaországban, Nièvre megyében. Lakosainak száma 525 fő (2022. január 1.). La Marche Argenvières, Saint-Léger-le-Petit, Champvoux, La Charité-sur-Loire, Raveau és Tronsanges községekkel határos.

## Népesség
A település népességének változása:
| Lakosok száma | 554  | 553  | 573  | 565  | 562  | 561  | 558  | 542  | 525  |
|               | 2013 | 2015 | 2016 | 2017 | 2018 | 2019 | 2020 | 2021 | 2022 |